# Ophiacantha trivialis
Ophiacantha trivialis är en ormstjärneart som beskrevs av Ole Theodor Jensen Mortensen 1933. Ophiacantha trivialis ingår i släktet Ophiacantha och familjen knotterormstjärnor. Inga underarter finns listade i Catalogue of Life.